# Bep Voskuijl
Elisabeth "Bep" Voskuijl (5 de julio de 1919 - 6 de mayo de 1983) fue una de las ciudadanas neerlandesas que ayudaron a ocultar a Ana Frank y a su familia durante la ocupación nazi de los Países Bajos. En la versión original del Diario de Ana Frank, aparece bajo el seudónimo de Elli Vossen.

## Ayuda a la familia Frank
Fue contratada por Otto Frank en 1937 como secretaria y, en 1942, ya era gerente de administración de su empresa, Opekta, con sede en Prinsengracht 263, la dirección que se convertiría en el escondite de la familia Frank. Estuvo de acuerdo en ayudar llevando provisiones a su familia y a otras cuatro personas ocultas en las habitaciones de la parte de atrás del edificio de oficinas, desde julio de 1942 hasta que fue delatada y arrestada en agosto de 1944. Asimismo, ordenó para ellos cursos por correspondencia, tales como taquigrafía y latín. 
Logró escapar durante la redada de la Gestapo, pero regresó para ayudar a Miep Gies a recoger efectos personales de los judíos capturados, entre los cuales se encontraban los diarios y manuscritos de Ana Frank.

## Después de la guerra
Dejó la compañía después de su matrimonio con Cornelius van Wijk el 15 de mayo de 1946, con quien tuvo cuatro hijos; Ton, Cor, Joop y una hija a quien nombró en honor a Anne.
En sus últimos años, fue homenajeada por sus actividades durante la Segunda Guerra Mundial, pero no le gustaba la publicidad y concedió pocas entrevistas acerca de su asociación con Ana Frank; sin embargo, se mantuvo en contacto con Otto Frank hasta la muerte de este último y mantuvo un bloc de notas de artículos sobre Ana y su diario.
En 1971 fue nombrada Justa entre las Naciones por el Yad Vashem. 